# Futebol Clube de Perafita
El FC Perafita es un equipo de fútbol de Portugal que milita en la III Divisão, la cuarta liga de fútbol más importante del país.

## Historia
Fue fundado el 23 de enero de 1946 en el municipio de Perafita, en Matosinhos por Armando Vaz y está afiliado a la Asociación de Fútbol de Oporto y tiene una relación de sociedad con el gigante portugués FC Porto, con quien comparten emblema y colores. Jugaron su primer campeonato en la temporada 1952/53.
Logeron ascender por primera vez a la II Divisão en la temporada 2013/2014.

## Palmarés
- Primera División de Oporto: 1

2011/12
- Segunda División de Oporto: 1

1988/89
- Tercera División de Oporto: 1

1969/70